# Joseph-Octavien de Pourroy de L'Auberivière de Quinsonas
Pour les articles homonymes, voir Quinsonas.
Le comte Joseph-Octavien-Marie Pourroy de l'Auberivière de Quinsonas, né à Grenoble le 9 octobre 1766 et mort au château de Grégy (en) le 31 octobre 1854, fut général et pair de France
Il est le neveu de Mgr François-Louis de Pourroy de Lauberivière et de François-Zacharie de Pourroy de l'Auberivière de Quinsonas, le frère d'Emmanuel-Victor Pourroy de L'Auberivière de Quinsonas et l'oncle d'Octavien de Quinsonas. Il épouse la princesse Dorothée Odoïevska  puis Justine de Juigné.
Officier aux gardes françaises avant la Révolution, il émigre et rejoint les armées russes, dont il est nommé au grade de lieutenant-général en 1800.
Lieutenant-général des armées du roi sous la Restauration, il est admis à la Chambre des pairs en 1827. Il quitte la Chambre en 1830, après les événements de Juillet.